# Henri Völlmar
Henri Friedrich Völlmar (Den Haag, 2 mei  1853 – Den Haag, 15 februari 1939) was een Nederlands pianist, koordirigent, muziekpedagoog, muziekcriticus en componist.
Hij was zoon van Johann Heinrich Völlmar en Megchelina Johanna Roermeester. Broer Gerard Vollmar was cellist. Hijzelf was getrouwd met Johanna Franciska Friese en na een echtscheiding de Zeeuwse Jeannette Marie Elisabeth Soetbrood Piccardt. Zoon mr. dr. Henri Fréderic Arnold Völlmar was enkele jaren gehuwd met Cita van Santen. Dochter Elizabeth Wilhelmina Völlmar was vioolpedagoge te Amsterdam.
Zijn eerste muziekopleiding kreeg hij was zijn vader, dirigent van de Koninklijk Militaire Kapel en volgde daarna de Muziekschool in Den Haag bij pianist Charles van der Does. Hij vertrok naar Berlijn om er les te nemen van Carl Tausig (seizoen 1869-1870) en van Dionte Prückner in Stuttgart. Hij maakte veel concertreizen, met name door Duitsland, maar speelde in Nederland ook wel aan het hof. Zo maakte hij een concertreis met violist Henryk Wieniawski en was even repetitor aan de Franse Opera in Den Haag. Hij vestigde zich voor drie jaar in Engeland.
Terug in Nederland werd Völlmar in 1882 dirigent van zangvereniging Melosophia, dat hij samen met Johan Cornelis Marius van Riemsdijk naar een hoger niveau tilde; het was van korte duur want in 1894 ging het koor ter ziele. Völlmar was echter al vanaf 1896 organist geworden binnen de afdeling Den Haag van de Protestantenbond, maar als er gezongen moest worden leidde hij ook dat. Hij stond ook voor het koor Arion uit Leiden en vanaf 1897 ook van het English Coral Society in zijn geboortestad. Dit alles combineerde hij met een docentschappen muziektheorie, koorzang en harmonieleer aan de Haagse Muziekschool, dirigent van Caecilia (hij was opvolger van Richard Hol) en begeleider van de zogenaamde Diligentia-concerten. Zijn pianoloopbaan liep echter spaak vanwege ongevoelige vingertoppen.
Van zijn hand verschenen ook enkele werken, meest voor of met koor, zoals de Ballade voor solisten, gemengd koor en orkest.
Ook op bestuurlijk vlak liet hij zich gelden (Koninklijk Nederlands Zangersverbond en jurylid Nederlandse Federatie van harmonie- en fanfarekorpsen) en hield er verschillende erelidmaatschappen aan over. Bovendien was hij sinds 1905 ridder in de Orde van Oranje-Nassau. Hij zat in examencommissies en jury's ten behoeve van de Koninklijke Nederlandse Toonkunstenaars Vereniging. Hij was enige jaren muziekcriticus voor de Nieuwe Rotterdamsche Courant en Haagsche Courant.
Hij werd begraven op Oud Eik en Duinen.